# Винарство
Од давнина се у многим културама знало за процес прераде грожђа у вино, а током времена се тај процес усавршавао, док се није развио до данашњег облика.

## Време за бербу грожђа
Највећа количина винског грожђа се прерађује у вино. Грожђе се обично бере крајем септембра и почетком октобра, али може да се деси да због климе или на планинама због кашњења вегетације зрелост грожђа не наступи сваке године у исто време. Осим тога ако је јесен топла а грожђе здраво, берба грожђа се може одложити док се шећер не нагомила у бобицама. Ипак ако су падавине честе, а грожђе почиње да трули, треба одмах убрзати бербу грожђа.
Зрелост грожђа се може најтачније одредити ако се периодично узимају пробе за утврђивање количине шећера и киселина. У пракси се најчешће зрелост грожђа одређује према спољним знацима. Зрело грожђе има карактеристичну боју, бобице су крупне, меке и лако се одваја. Бобице су слатке, јер се смањила количина киселине. Дршка грожђа одрвењава, семе се лако одваја од меса и постају светлије или тамније, зависно од сорте грожђа. Код белих сорти покожица постаје прозирна и лако се одваја.

## Берба грожђа винских сорти
Грожђе се бере по лепом времену, када нестане роса. Ако је пала киша треба сачекати 3-4 дана, док грожђе не поврати првобитну количину шећера. Када је јесен топла, грожђе се бере у хладнијем делу дана, али ако је јесен хладна, грожђе се бере у најтоплијем делу дана. У зависности од намене, грожђе се одваја по сортама или само по боји и чврстини бобица. Трули и блатњави гроздови, као и опале бобице, скупљају се одвојено. Убрано грожђе не треба држати под ведрим небом, већ је најбоље да се одмах складишти или преради, а ако је за продају да се преда откупљивачима. Цена грожђа најчешће зависи од сорте грожђа и квалитета. Такође у цени грожђа велику улогу има и количина шећера у грожђу. Са повећањем количине шећера у бобицама, повећава се и цена грожђа. Труло грожђе и грожђе лошег квалитета се најчешће откупљује по ниској цени као нестандардно грожђе.

## Припрема посуда за бербу и складиштење
Квалитет вина често зависи од чистоће и стања буради. О њима се треба бринути током целе године. Када се источи вино, бурад се добро оперу, осуше и задимљују сумпорним (димом сумпор-диоксида). Треба их чувати у сувој просторији, и једном недељно димити сумпорним тракама.
Око две до три недеље пре бербе, бурад се темељно чисте и припремају. Употребљавану, али добро очувану бурад треба добро опрати и пропарити. Ако се одмах не пуне вином, треба их осушити и затворити.
Посуде у којима се појавила плесан, треба опрати 10% раствором соде (натријум-карбонат). Јако плесниво буре се чисти калијумовим перманганатом-10 грама на 100 литара запремине. У буре се допола напуни вода, у коју се раствара довољна количина перманганата, снажно се продрма, па се онда до врха напуни водом. Раствор се добро промеша, а затим оставља да одстоји у бурету 3-4 дана, а затим се проспе, а буре опере водом.
Нова бурад се потапају у воду, која се током две недеље мења сваки други дан. После тога се испирају 1% раствором соде, затим чистом водом, а на крају се суше. И у овом случају димљење сумпорним димом је неопходно.

## Муљање грожђа
Пре него што се сипа у бурад за ферментацију, грожђе треба измуљати, чиме се сок боље исцеди, и олакшава само врење, као и извлачење боја и других састојака из грожђа. Муљањем се у кљук уноси ваздух, неопходан за процес ферментације. Грожђе се тако муља да не остану целе бобице, и да се семе не изломи. За муљање се користе специјалне машине, а за мале количине грожђа, веома је подесна и ручна муљача.
Многи виноградари одвајају бобице од огроздине (круњење). То је добра пракса, јер се на тај начин добијају квалитетна вина. Као последица круњења бобица врење и избистравање вина протичу спорије. Међутим његове позитивне стране су неоспорне, добијено вино има нежнији укус, богатије је и интензивније обојено.

## Побољшање састава кљука
Најважније компоненте кљука, од којих зависи састав вина су шећер и киселине у њему. Када грожђе има мање шећера, вино је са малим процентом алкохола и са више киселина. И обрнуто, када је проценат шећера висок, а количина киселина мања, вино је са оштрим укусом, са много алкохола, али без свежине. У годинама када грожђе има мало шећера (није добро сазрело), потребно је да се дода одређена колчина шећера, пошто се претходно одреди количина шећера у кљуку. За квалитетна црна вина, она треба да буде бар 19% а за бела 18%. Недостатак се надокнађује тако што се дода по 1 килограм обичног шећера на 100 литара кљука. Шећер се претходно раствори у мало кљука, уз слабо загревање, и додаје се кљуку пре бурног врења.

## Алкохолно врење
Алкохолно врење је биохемијски процес у току којег се шећер претвара у алкохол, и издвајају се угљен-диоксид, топлота и неки други нуспродукти. Тај процес је у основи не само производње вина, већ и пива, шпиритуса...
Алкохолно врење изазивају квасци, који се налазе на покожици грожђа, одакле прелазе у кљук изазивајући врење. У ствари шећер се разлаже и претвара у алкохол, услед специфичних материја које изазивају гљивице енцима или фермената.
Приликом алкохолног врења ослобађа се велика количина топлоте. Нарочито је велика количина угљен-диоксида, који изазива превирање или врење кљука. Угљен диоксид је тежи од ваздуха, задржава се у просторији, и штетан је по здравље људи. Због тога подруме у време ферментације треба проветравати.
На правилан ток врења утичу:температура, кисеоник, шећер, алкохол, сумпор-диоксид...
Врење протиче најбрже на температури од 20° до 26° целзијуса. На температури од 35°, активност гљивица је јако смањена, а на 40° престаје. На температури од 12°-15 °C, врење почиње споро и тешко. Тако да је потребно регулисати температуру кљука. Кисеоник је потребан за размножавање гљивица. Велики проценат шећера у грожђу делује антисептички на гљивице. Кљук са више од 30% шећера, тешко ферментира. Када алкохол у вину премаши 13°, он почиње да га потискује активност гљивица, а код 18° ферментација престаје. Алкохолно врење протиче у две етапе:бурна и тиха ферментација. Бурна ферментација траје 6-7 дана, и карактерише се брзим разлагањем шећера и повећањем температуре. Вино се формира за време тихе ферментације, која траје 2-3 недеље.

## Начин производње различитих врста вина

#### Начин производње белог вина
Бело вино се добија од белог или ружичастог грожђа, са безбојним соком. Количина шећера у грожђу треба да буде 13-20%, а киселина 6-7 грама по литру.
Оно што је карактеристично при процесу производње белог вина је да се пре ферментације уклоне огроздина, покожица и семе. После муљања грожђа, кљук се оцеди и сипа у посуду за сумпорисање. Кљук се сумпорише тако што се у 100 литара кљука од здравог грожђа дода 15-20 грама калијум-метабисулфита. Ако има трулих гроздова доза се повећава на 25-30 грама на 100 литара.
Пошто се промеша, сумпорисана шира се држи на хладном месту 12-16 часова. За то време чврсте честице и беланчевине падају на дно и шира постаје бистра.
Бистра шира се пребацује у бачву за ферментацију, а талог се ставља у комину. Око петине простора у бачви за ферментацију мора да остане празно. Пошто се унесе неопходна количина квасца, отвор бачве се покрива чистом врећицом напуњеном испраним песком, или се затвара тампоном од сувог памука.
Када прође бурна ферментација, бачва се постепено долива вином, а после 25-30 дана вино се претаче.
Уколико вино стоји дуже са талогом, може добити непријатан мирис и укус. Процес производње белог вина, захтева више пажње од производње црног вина, јер је бело вино доста осетљивије.

#### Начин производње црног вина
Црно вино се прави од црних сорти грожђа са безбојним или обојеним соком. За разлику од белог вина, врење кљука протиче заједно са покожицом и семеном. Грожђе треба да буде потпуно зрело, са преко 20% шећера и добро обојено.
Измуљано грожђе се оставља да се ферментира у каци.Сумпорише се са 15-20 грама калијум-метабисулфита на 100 литара кљука. Ради бољег мешања се сумпор-диоксида, део кљуке треба источити, а затим поново вратити у кацу. Два сата касније додаје се квасац. Угљен-диоксид који је створен приликом ферментације, хвата се у виду мехурића по покожици и семену, и диже их на површину. На површини се тада формира шупљи слој звани „шешир“. Ако се тај слој остави на површини ово се назива ферментација са пливајућим шеширом. Ово је застарела техника која се све ређе користи јер приликом овакве ферментације постоји могућност да вино и комина усихну приликом ферментације.
Алкохолно врење је најбоље обавити са такозваним потопљеним шеширомТада се кљук притиска решетком направљеном од чамовине. Пре тога треба извадити око четвртину кљука. Решетку треба причврстити тако да при поновном доливању извученог кљука, комина не може да исплива на површину. При оваквој ферментацији течност плива изнад кљука, тако да нема опасности да он ускисне. Бурно врење протиче за 6-8 дана, после чега се вино истаче у бачву где се наставља тиха ферментација. Кроз 2-3 недеље она потпуно престаје и тада се вино понова претаче у чисту бурад да би се одвојило од талога.